# 藏传佛教活佛转世管理办法
《藏传佛教活佛转世管理办法》，由国家宗教事务局令第5号公布，是中华人民共和国国务院直属机构国家宗教事务局颁布的部门规章。该规章规定，所有活佛（藏语称“朱古”，意为“化身”）须由寺庙提交转世申请才能得到官方认可。该规章在2007年得到中国政府通过，并于同年9月1日生效。

## 背景
藏传佛教的信徒认为，喇嘛与其他宗教人物能够有意识地影响自己转世的过程，并时常透過多次转世来利益眾生。
活佛转世制度乃藏传佛教之特色，始于13世纪。由于其影响及作用，中国历代王朝均对活佛相当重视。中国各时期政权对活佛转世制定了不同程度的政策与方案。乾隆皇帝所著《喇嘛說》中就有如下语句：
蓋中外黃教，總司以此二人。各部蒙古，一心歸之。興黃教，即所以安眾蒙古，所系非小。
基于此，清廷采取了活佛管理制度，并在乾隆帝治下趋于完善。
乾隆五十八年（1793年），清廷颁布了管理西藏之行政法规《欽定藏內善後章程二十九條》，其内容亦被写入《欽定理藩院則例》《大清會典》与《大清會典事例》。
民國二十二年（1933年），国民政府制定《十四世达赖喇嘛转世掣签征认办法》。
民國二十四年（1935年）至二十七年（1938年）間，中華民國國民政府相繼頒佈了《管理喇嘛寺廟條例》《喇嘛登記辦法》《喇嘛任用辦法》《喇嘛獎懲辦法》與《喇嘛轉世辦法》等針對藏傳佛教僧人的法規，以規範寺廟管理和活佛轉世、僧人登記、任用與獎懲。
1937年，国民政府制定《十世班禅转世征认办法》。
1989年8月19日，国务院批复西藏人民政府呈报的《关于寻访认定第十世班禅额尔德尼·确吉坚赞转世灵童的请示》。
1991年2月，中共中央、国务院发布《中共中央、国务院关于进一步做好宗教工作若干问题的通知》（中发〔1991〕6号），中国政府开始批准活佛转世，至《藏传佛教活佛转世管理办法》颁布前，有超过1,000名西藏及中国其它地区的活佛的转世被批准。
1995年11月29日，国务院代表罗干宣读《国务院关于特准经金瓶掣签认定的坚赞诺布继任为第十一世班禅额尔德尼的批复》，完成了第十世班禅转世灵童的寻访、认定及坐床。
2007年8月3日，中国国家宗教事务局发布了《藏传佛教活佛转世管理办法》。
2016年，“藏传佛教活佛查询系统”正式上线。
2017年，在西藏已经有60多位新活佛按照《藏传佛教活佛转世管理办法》认定转世。

## 藏传佛教活佛转世管理办法
在《藏传佛教活佛转世管理办法》中，藏传佛教活佛的所有转世行为都需要得到政府批准，否则会被视作“非法”或“无效”。该规章声称其旨在“规范活佛转世事务管理”，并规定“活佛转世应当遵循维护国家统一、维护民族团结”，“不受境外任何组织、个人的干涉和支配”。规章同样要求申请活佛转世的寺庙是“依法登记的藏传佛教活动场所，且具备培养和供养转世活佛的能力”。
转世申请须提交至县级政府宗教事务部门，而后逐级上报，由省级政府宗教事务部门审批。依据重要度与转世影响，申请可能会被要求提交至更高级的四个政府部门审批，由低到高为：省级政府宗教事务部门、省级政府、国家宗教事务局与国务院。
规章的具体管理与落实分为十四条，包括理论、条件、许可过程、转世宗教团体的义务和责任与对违反规章行为的处罚。条款声称依法保障藏传佛教常规宗教活动、保护藏传佛教信徒的宗教信仰。其中第十一条称，违反《办法》擅自办理活佛转世事宜将会遭到行政处罚；如构成犯罪，则会被追究刑事责任。
国家宗教事务局称：“政府仅管理与国家和公众利益相关的宗教事务，并不干涉纯粹的内部宗教事务”。

## 班禅与达赖
1995年在选擇班禅喇嘛轉世靈童的问题上，达赖喇嘛与中国政府之间的争议备受瞩目。而班禅喇嘛在藏传佛教中的影响力仅次于达赖喇嘛。依藏传佛教傳統，达赖喇嘛的轉世由班禅喇嘛認證。

## 影响与评价
祖古在中文里常被称作“活佛”（即“在世的佛陀”）。祖古是藏传佛教的重要部分，形成了具有影响力的宗教人物团体。他们的持续转世被认为是重新执掌其身份地位的过程。通常会有一名以上的候选者竞争最终得到实质上转世的名额，同时由当局来决定谁是真正有能力的申请人。

### 中国大陆
新华社认为，这一规章“在规范化活佛转世管理方面迈出了关键的一步”。中国政府称，藏教神职者就活佛转世展开与历史传统、仪式相抵触的抗议活动，而规章的实施则是对此作出的回应。中国藏学研究中心宗教研究所所长李德成认为由《藏传佛教活佛转世管理办法》认定的过程“自始至终坚持了宗教仪轨和历史定制，标志着社会主义条件下藏传佛教活佛转世管理的规范化、法制化建设取得了显著成绩”。
西藏自治区政协副主席珠康·土登克珠活佛表示，“《办法》符合藏传佛教发展的内在需要”，其颁布实施“更好地保护了公民的宗教信仰自由”。
第十四世达赖喇嘛曾数度宣称考虑打破旧制、在世时就指定灵童，以免遭到中国政府操控。《纽约时报》也報導了“在世转世”可能會遇到的問題與其他選項。中国大陆官方则认为这是因为达赖喇嘛担心一旦自己圆寂，“中央政府将按照《办法》在中国境内确定达赖喇嘛的转世灵童”，所以匆忙操弄“在世转世”。

### 中国大陆以外
部分学者和中華民國行政院大陸委員會认为国家宗教事务局的职责被是将宗教维持在国家控制之下
西藏流亡政府（藏人行政中央）宗教文化部与一些藏传佛教的领袖就《办法》发表了联合声明，称这一规章“前后矛盾、逻辑混乱”，乃至“毫无道理、缺乏依据”，是压迫西藏人民的工具。其认为颁布《办法》的目的“是为了削弱和矮化藏传佛教”。
2012年7月13日，藏人行政中央驻德里办事处成立的活动小组组织200多名藏人手持雪山狮子旗和标语在中国驻新德里大使馆门前游行示威，抗议中国共产党“破坏藏传佛教仪轨”并传达了流亡藏人对《办法》的“强烈反对”。随后抗议者还向大使馆递交了一份写给时任中国共产党中央委员会总书记胡锦涛的请愿信，要求尊重藏人信仰，撤销《藏传佛教活佛转世管理办法》。
藏人行政中央前噶倫赤巴（今称西藏司政，相当于总理）、第五世桑東仁波切活佛洛桑丹增曾在西藏青年大会上提出多个目标，其中之一便是废除《藏传佛教活佛转世管理办法》。